# 林柏豪
林柏豪（1997年1月18日—）為臺灣男子籃球運動員，場上位置為前鋒，現效力於超級籃球聯賽台灣啤酒。林柏豪是宜蘭人，出身南澳高中與康寧大學，108學年度大專籃球聯賽場均17.3分、7.2籃板，得分位居該學年度排行榜第二，2020年7月在超級籃球聯賽新人選秀會第二輪獲得高雄九太科技青睞，後與高雄九太科技簽下兩年新秀合約。2021-22賽季由於隊上主力球員轉戰T1聯盟高雄全家海神而獲得較多發揮空間，最終該賽季繳出場均9分、3.8籃板的表現，得分與籃板皆為隊上本土球員最佳成績。2022年7月加盟P. LEAGUE+高雄鋼鐵人。2023年7月與鋼鐵人提前結束合約。

## 外部連結
- 林柏豪在P. LEAGUE+
- 林柏豪在Eurobasket.com（球員）（英语）
- 林柏豪在Flashscore（英语）